# Standard Vanguard (Phase II)
Der Standard Vanguard der Phase II ist ein Personenkraftwagen des ehemaligen britischen Automobilherstellers Standard, dessen Serienfertigung im Frühjahr 1953 begann. Er löste den Vanguard Phase I ab und war die zweite von insgesamt drei Baureihen, die die Bezeichnung Vanguard trug. Der Vanguard Phase II war ein reines Übergangsmodell, das als Limousine nur bis 1955 und als Kombi bis 1956 gebaut wurde. Er war der erste in Serie produzierte britische Pkw, bei dem ab Werk ein Dieselmotor erhältlich war.

## Entstehungsgeschichte
Die in Coventry ansässige Standard Motor Company hatte in den 1930er-Jahren eine weit gefächerte Modellpalette von Personenwagen angeboten, die vor allem das Segment der unteren Mittelklasse bedienten. Nach dem Ende des Zweiten Weltkriegs wandte sich Standard der Ein-Modell-Politik zu: Der völlig neu konstruierte, Anfang 1948 vorgestellte Vanguard (deutsch: Vorhut) ersetzte alle bisherigen Standard-Modelle. Ergänzt wurde er lediglich durch einige Modelle der Marke Triumph, die zum Standard-Konzern gehörte. Die Modellbezeichnung Vanguard nahm Bezug auf das britische Schlachtschiff HMS Vanguard. Mit seiner Pontonkarosserie und dem Buckelheck war dieser rückblickend als Phase I bezeichnete erste Vanguard stilistisch einer der modernsten britischen Pkw seiner Zeit, hatte allerdings weiterhin ein separates Chassis. In den ersten Jahren gingen die meisten Vanguards in den Export; ab 1950 war das Modell auch regulär in Großbritannien erhältlich. Standard setzte bis 1953 weltweit insgesamt fast 200.000 Vanguard-Limousinen und -Kombis ab.
Für das Modelljahr 1956 war die Einführung eines ganz neuen Vanguard mit selbsttragender Karosserie geplant. Um die Zeit bis zu seinem Erscheinen zu überbrücken, brachte Standard im Frühjahr 1953 als Übergangsmodell eine überarbeitete Version des Vanguard Phase I heraus. Das vor allem äußerlich veränderte Modell wurde als Vanguard Phase II bezeichnet. Es blieb nur zwei Jahre lang im Programm. In der gleichen Zeit gab Standard die bisherige Ein-Modell-Politik auf: 1953 bzw. 1954 wurden die kleineren Modelle Eight und Ten eingeführt, die das Standard-Programm unterhalb des Vanguard II ergänzten. 1955 kam schließlich der neue Vanguard Phase III heraus, der allerdings im ersten Jahr nur als Limousine gebaut wurde. An seiner Seite stand bis 1956 noch der Kombi der Phase II.

## Modellbeschreibung

### Chassis und Fahrwerk
Der Standard Vanguard Phase II hat ein separates Chassis, dessen Konstruktion und Abmessungen mit dem des Vanguard Phase I übereinstimmen. Der Kastenrahmen besteht aus Stahl und hat eine kreuzförmige Verstrebung. Die vorderen Räder sind einzeln an Doppelquerlenker mit Schraubenfedern aufgehängt. Hinten ist es eine Starrachse mit halbelliptischen Blattfedern. Im Gegensatz zum Vanguard Phase I haben die Phase-II-Modelle keine Stabilisatoren mehr. Alle vier Räder haben hydraulisch betätigte Trommelbremsen von Lockheed mit 228 mm Trommeldurchmesser. Die Aufhängungskomponenten des Vanguard Phase I und Phase II wurden auch in der unter der Schwestermarke Triumph angebotenen Limousine Renown verwendet.

### Karosserie
Der Vanguard Phase II war wie sein Vorgänger als viertürige Limousine (Saloon), als Kombi (Estate) sowie als zweitüriger Van mit metallverkleideten Seitenteilen erhältlich. Ergänzend zum viertürigen Kombi, den es bereits in der ersten Vanguard-Generation gegeben hatte, führte Standard mit dem Vanguard Phase II einen zweitürigen Kombi mit Seitenfenstern ein, der auf der Grundlage des Van entwickelt worden war.
Die Karosserien aller Varianten des Vanguard Phase II bestehen aus Stahl und sind mit dem Chassis verschweißt.
Wesentliches Unterscheidungsmerkmal zum Vorgänger war die weitgehend neu gestaltete Karosserie der Limousine. Während die Frontpartie einschließlich der Frontmaske vom Vanguard Phase IA übernommen wurde, gab es im hinteren Bereich grundlegende Änderungen. Anstelle des Buckelhecks, mit dem Standard US-amerikanische Vorbilder aus der Vorkriegszeit kopiert hatte, hat der Vanguard Phase II ein Stufenheck und auf jeder Seite zwei Seitenfenster; die schmale C-Säule steht fast senkrecht. Durch ein gegenüber dem Vanguard Phase IA nochmals vergrößertes Rückfenster verbesserte sich die Rundumsicht. Die hinteren Türausschnitte wurden verändert; die vergrößerten Türen ermöglichen einen leichteren Einstieg auf die Rückbank. Das Volumen des Kofferraums ist um 50 % größer als das des Vorgängers. Die große, unterhalb des Heckfensters angeschlagene Kofferraumklappe machte das Gepäckabteil leicht zugänglich. Neu war auch die Gestaltung der hinteren Radausschnitte, die nun teilweise abgedeckt sind.
Die Karosserie des weiter produzierten Kombi und des Van blieben dagegen unverändert.

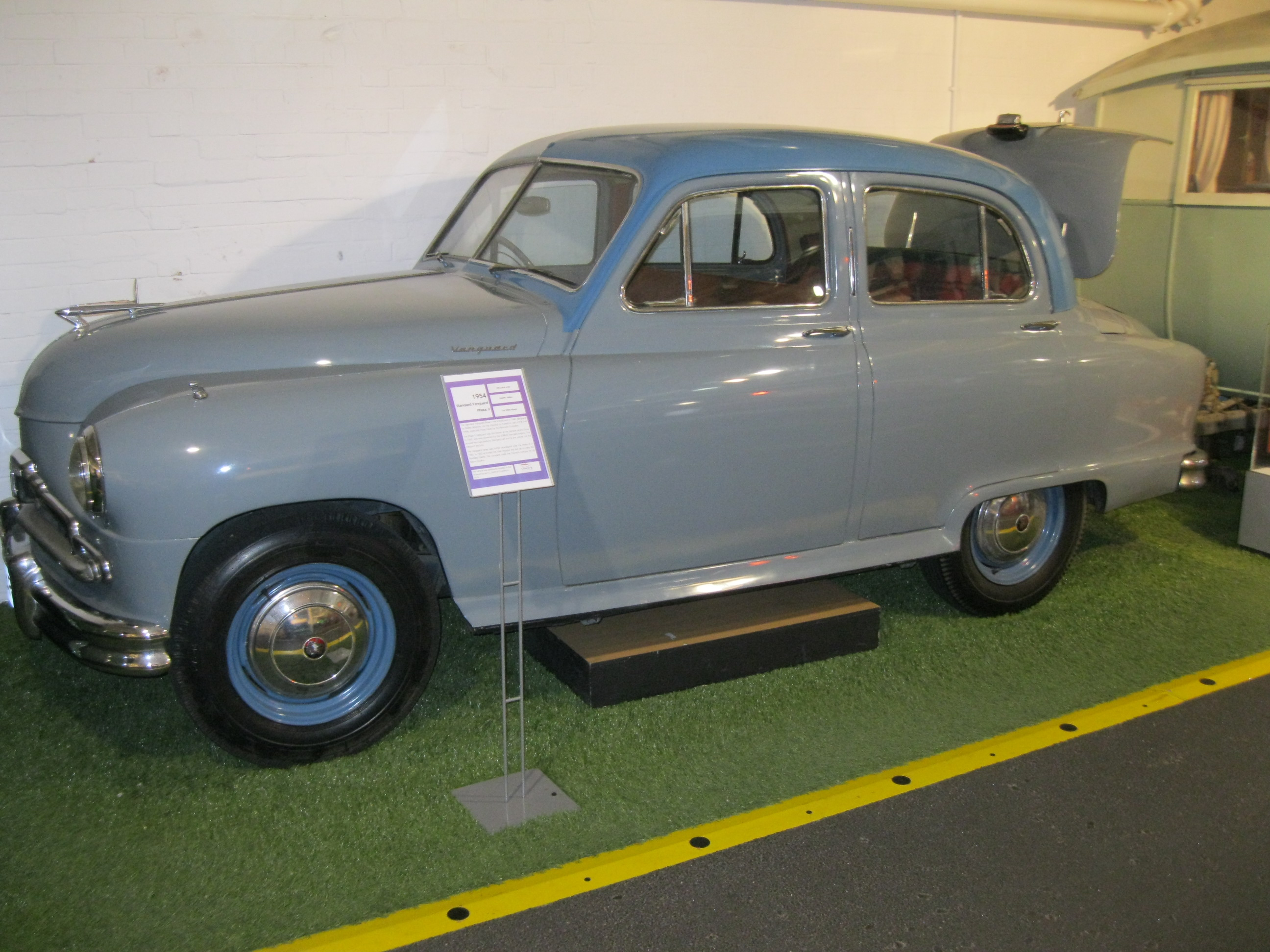
Vanguard Phase II Saloon
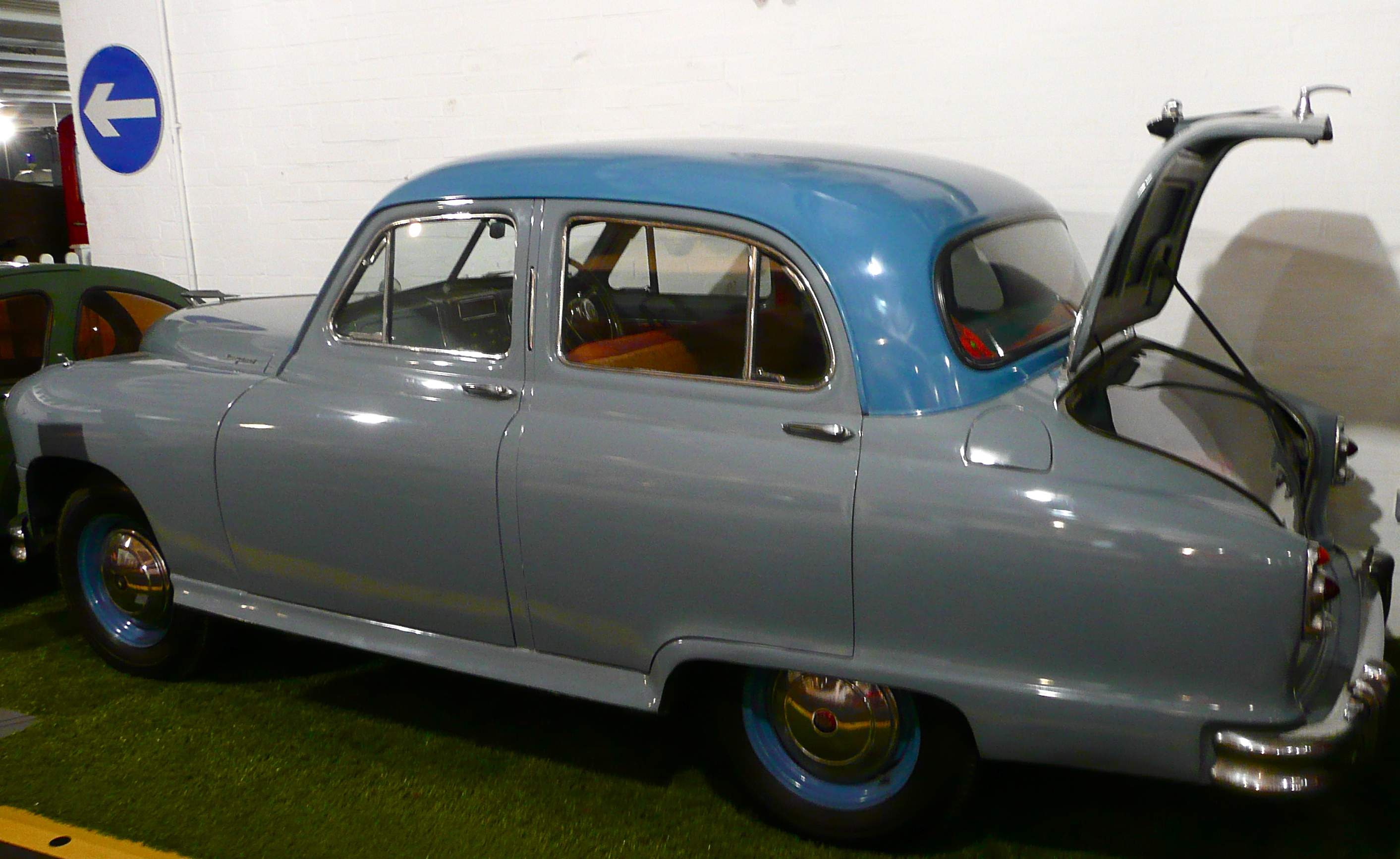
Stufenheck des Vanguard Phase II Saloon
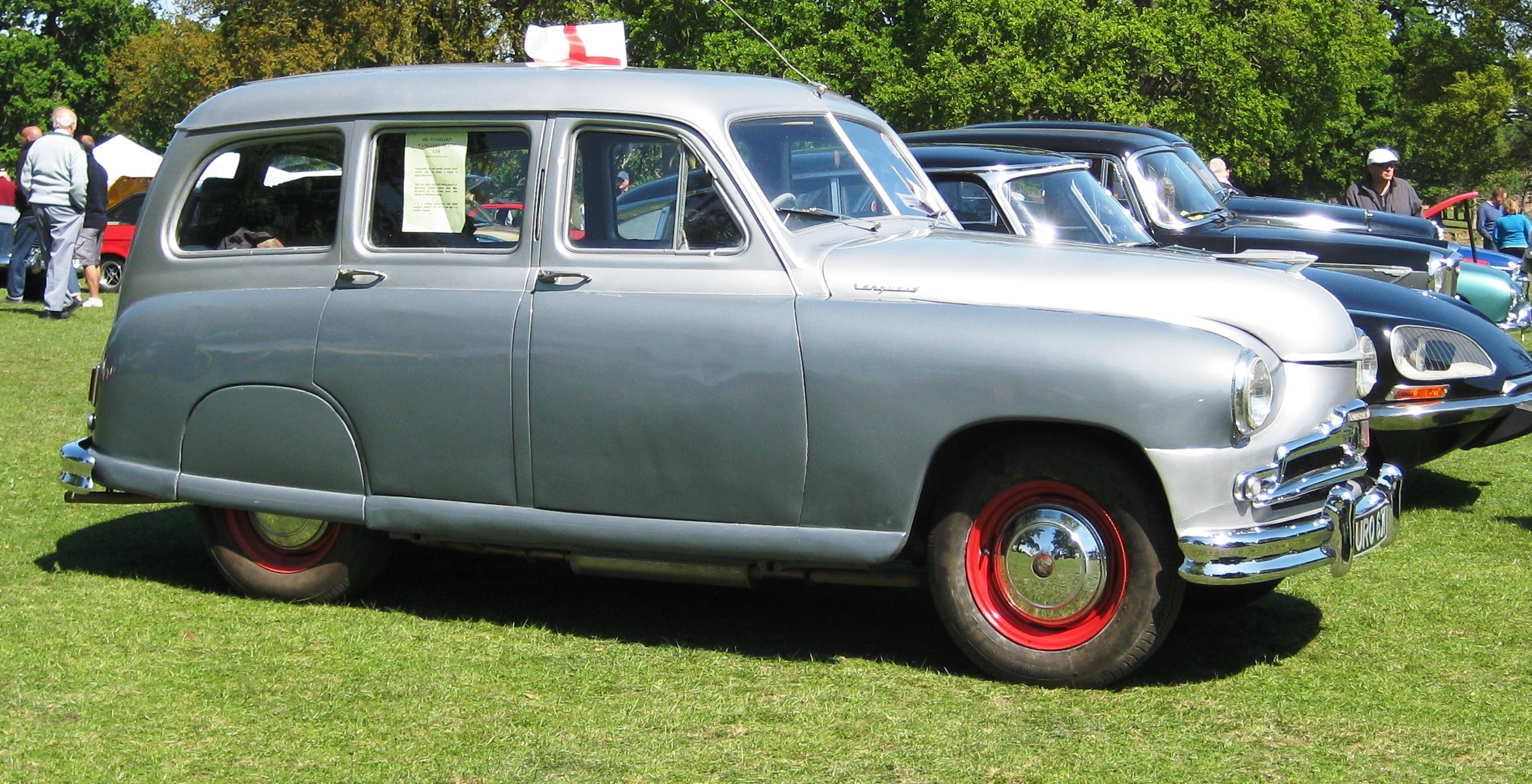
Vanguard Phase II Estate
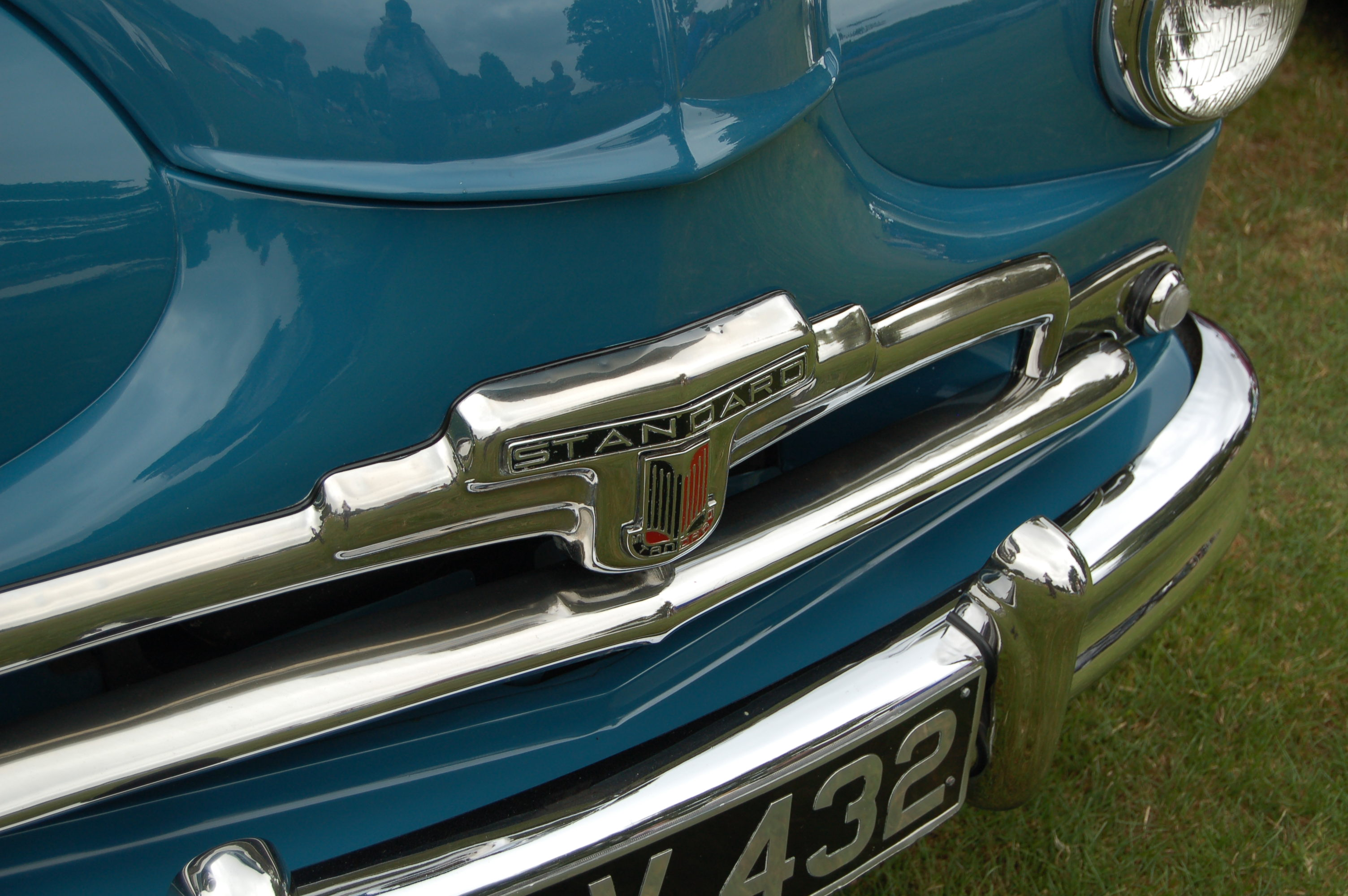
Frontmaske des Vanguard Phase II

### Motorisierung
Im Standard Vanguard Phase II waren werksseitig zwei verschiedene Motoren erhältlich:
- Während der gesamten Produktionszeit hatte Standard einen Vierzylinder-Ottomotor im Angebot, der bereits im Vanguard Phase I zum Einsatz gekommen war und der in abgewandelter Form außerdem in den Traktor Ferguson TE20 eingebaut wurde.[5] Der Reihenmotor hat – wie im Phase I – einen Hubraum von 2088 cm³ (Bohrung × Hub: 85 × 92 mm). Die Gemischaufbereitung übernimmt ein Solex-Vergaser. Der Motor hat nasse Zylinderlaufbuchsen, eine seitliche Nockenwelle und hängende Ventile. Das Verdichtungsverhältnis wurde auf 7,2 : 1 erhöht. Der Motor leistet hier ebenso wie im Vanguard Phase I 68 bhp (50 kW) bei 4200 min−1.
- Ab Sommer 1954 stand ein Dieselmotor mit vier Zylindern zur Wahl, der auf der Basis des Ottomotors entwickelt worden war. Der Dieselmotor hat einen Hubraum von 2092 cm³ und leistet 40 bhp (30 kW) bei 3800 min−1.[6] Der Dieselmotor hat einen „Ki-Gass“-Dekompressionshebel und einen Treibstoffbooster, die beim Kaltstart von Hand bedient werden mussten. Der Motorblock ist 91 kg schwerer als der des Ottomotors;[3] für seine Aufnahme musste unter anderem die vordere Radaufhängung verstärkt werden. Standard bot ihn für die Limousine, den Kombi und die Nutzfahrzeugvarianten des Vanguard Phase II an. Er war der erste britische Dieselmotor, der ab Werk in einem Personenwagenmodell erhältlich war.[7]

Die Kraft wird über ein vollsynchronisiertes Dreiganggetriebe mit Lenkradschaltung auf die Hinterräder übertragen. Für den Ottomotor war gegen Aufpreis ein Overdrive von Laycock de Normanville erhältlich, das bei hoher Geschwindigkeit Verbrauch und Motorlärm verringerte und ein häufig verkauftes Zubehör war.

## Fahrleistungen
Das britische Magazin The Motor testete 1953 einen Vanguard Phase II Saloon mit Ottomotor ohne den aufpreispflichtigen Overdrive. Das Auto erreichte eine Höchstgeschwindigkeit von 128,7 km/h und hatte eine Beschleunigung von 0–100 km/h in 19,9 Sekunden. Der Benzinverbrauch betrug 12,0 Liter auf 100 km.
1954 testete das Motor-Magazin außerdem eine Dieselversion und stellte eine Höchstgeschwindigkeit von 106,5 km/h und eine Beschleunigung von 0–100 km/h in 31,6 Sekunden fest. Der Dieselverbrauch lag bei 7,53 Liter auf 100 km.

## Produktion
Der Produktionsprozess war wie schon beim Vanguard Phase I auf mehrere Betriebe aufgeteilt. Bei Standard in Coventry entstanden der Motor und das Chassis, während die Karosserien von unabhängigen Zulieferbetrieben hergestellt wurden. Die Aufbauten der Limousinen fertigte Fisher and Ludlow, während die Kombi- und Van-Karosserien bei Mulliners in Birmingham gebaut wurden. Auf den Fließbändern von Standard setzten die Mechaniker schließlich die Karosserien auf die Chassis. Die Abhängigkeit von Fisher and Ludlow erwies sich ab Sommer 1953 als problematisch, als die British Motor Corporation, ein Konkurrent Standards, das alteingesessene Karosseriewerk übernahm.
Die ersten Vanguard Phase II wurden Ende 1952 komplettiert. Im März 1953 wurde das Modell auf dem Genfer Autosalon vorgestellt; danach begann der Verkauf der Serienmodelle. Bis Herbst 1955 baute Standard 83.047 Vanguard Phase II, davon hatten 1973 einen Dieselmotor.

## Ute

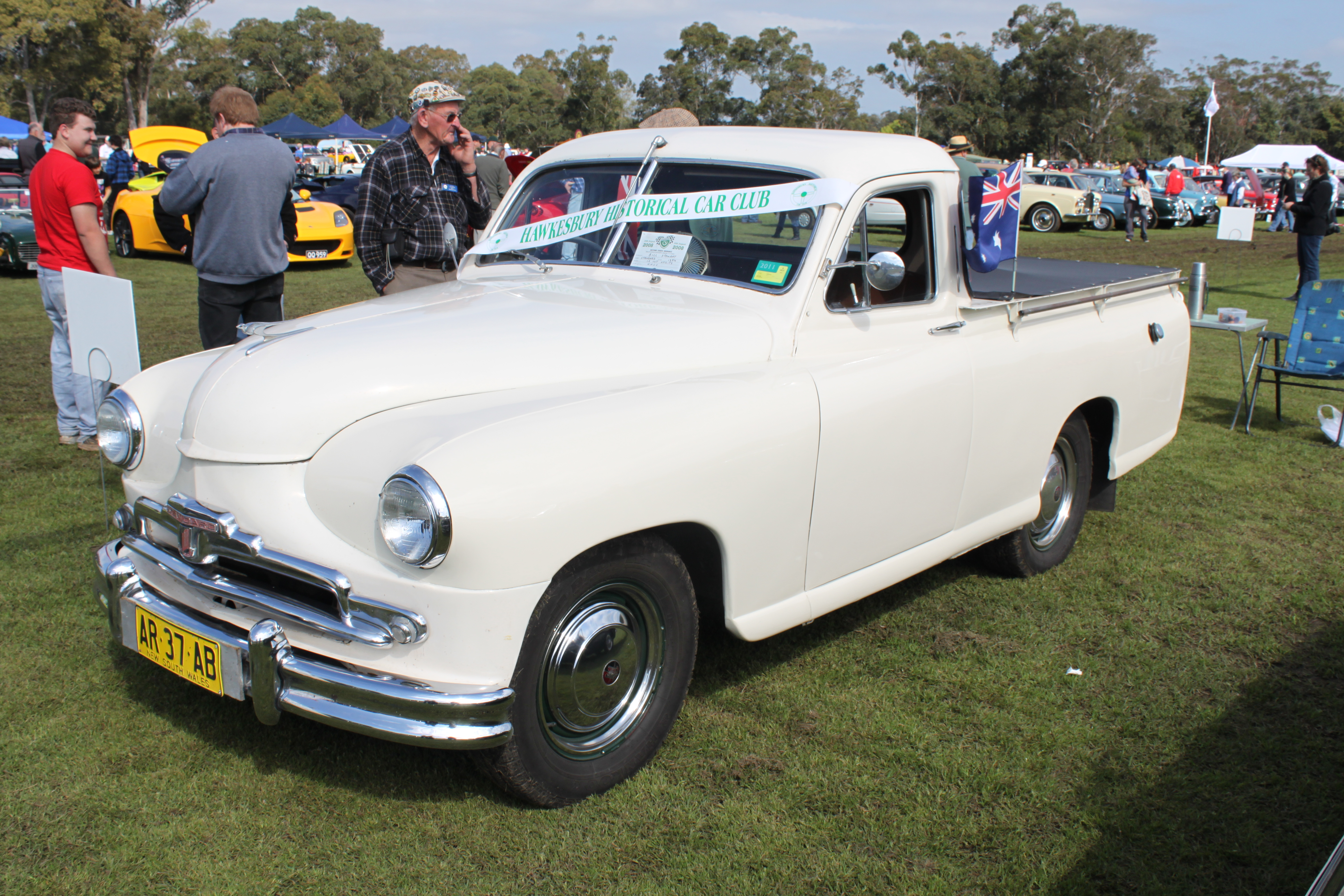
Standard Vanguard Phase II Ute

Das in Port Melbourne ansässige Unternehmen Australian Motor Industries (AMI) komplettierte ab 1949 Standard Vanguards im CKD-Verfahren unter anderem für den australischen und neuseeländischen Markt. Auch Phase-II-Limousinen und -Kombis wurden hier zusammengebaut. Wie schon beim Vanguard Phase I brachte AMI auch vom Vanguard Phase II eine Pick-up-Version (im lokalen Sprachgebrauch: Ute) heraus. Der Phase-II-Ute hat eine gegenüber dem Vorgänger vergrößerte Ladefläche. Außerdem wurde der Stauraum in der Fahrerkabine erweitert. Das Heckfenster ist größer, es reicht fast über die gesamte Breite. Die halb abgedeckten hinteren Radkästen der Limousine übernahm AMI für den Phase-II-Ute nicht.
Den Wechsel vom Vanguard Phase II zum Phase III machte AMI nur verzögert mit, weil dessen selbsttragende Karosserie eine Modifikation des Aufbaus deutlich erschwerte. Der Phase-II-Ute blieb stattdessen bis 1956 im Programm. Er erhielt für das letzte Modelljahr eine vergitterte Verkleidung der Kühleröffnung und eine Zweifarbenlackierung.